# Interaktywność w sztuce

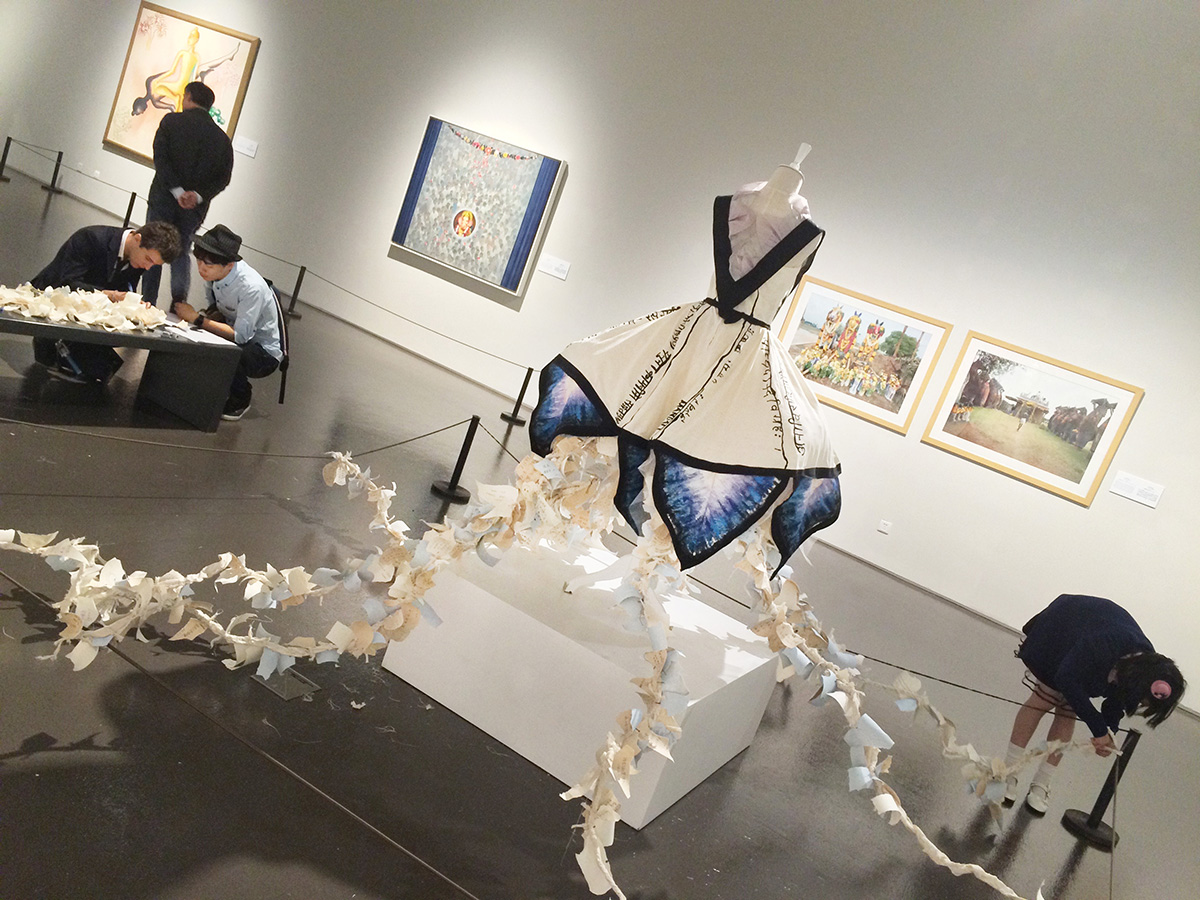
Mandala pragnień, instalacja Mandaliego Mendrilli, China Art Museum w Szanghaju. Odwiedzający byli zachęcani do zawieszania swoich karteczek na dziele

Interaktywność to własność dzieła sztuki, która sprawia, że jego odbiorca może podjąć działania, które wpłyną na kształt końcowy dzieła. Stanowi jedną z najważniejszych cech współczesnej kultury.
Interaktywność w sztuce jest dialogiem odbiorcy (interaktora) i dzieła sztuki w czasie rzeczywistym, komunikacją w formie wzajemnego oddziaływania. Sprawia, że dzieło jest inne w każdym przypadku aktywności odbiorcy (interaktora). Następuje zmiana elementów składających się na komunikat artystyczny. Twórczość artysty jest tylko kontekstem dzieła, ono samo zaś powstaje w drugim etapie – interakcji z odbiorcą.
Dzieła interaktywne pozostają pod wpływem paradygmatów modernistycznego i postmodernistycznego. Wpływają one na kształt końcowy dzieła – w zależności od tego który mocniej oddziałuje, powstaje dzieło jest skierowane bardziej w stronę ekspresji artysty jako autora, bądź są skierowane na aktywność odbiorcy.

Interaktywność jest podstawową właściwością ogólnego procesu, poprzez który ulega przeobrażeniom zarówno substancjalny, jak i semantyczny status sztuki. Proces ten odbywa się między innymi, poprzez oddzielenie dzieła od artefaktu, jak też i dzięki przybraniu przez ten ostatni charakteru hipertekstu.

## Interaktywne dzieła multimedialne
W mediach interaktywnych nastąpiła zmiana lub przemieszanie ról i kompetencji artysty i odbiorcy. Artysta jako autor nie jest już jedynym twórcą dzieła i jego sensu, lecz tworzy się ono razem z procesem interakcji z odbiorcą. Zadaniem artysty jest w tej sytuacji stworzenie dzieła sztuki, czyli wytworu aktywności twórczej artysty. W innym rozumieniu dzieło sztuki jest strukturą hipertekstu, czyli wielopoziomowej, nielinearnej struktury przeciwnej normalnemu, linearnemu tekstowi. Oprócz hipertekstu dzieło sztuki tworzy też stanowiący podłoże jego struktury materiał: obrazy, dźwięki, tekst. Dzieło sztuki jest układem-kontekstem, w którym odbiorca (interaktor) tworzy przedmiot swojej percepcji i jego sens. Struktura stworzonego przedmiotu zależy od aktywności twórczej i wyobraźni odbiorcy, jak również znaczenia, jakie ten przedmiot generuje.

Sztuka interaktywnych multimediów posiada swoje uwarunkowania nie tylko w rozwoju technologii informacyjno-komunikacyjnych, lecz posiada również oparcie w tendencjach artystycznych, które rodziły się na przełomie lat pięćdziesiątych i sześćdziesiątych, aby dojrzeć wraz ze sztuką konceptualną; które rozwijały się następnie i przeformułowały w czasie dwóch kolejnych dekad, aby ostatecznie, około połowy lat dziewięćdziesiątych, osiągnąć kształt posiadany współcześnie.

Chodzi tu przede wszystkim o konceptualizm, sztuki performatywne, sztukę instalacji. Są one ideowymi poprzednikami intermedialnej sztuki interaktywnej i jej kultury. Sztuka intermedialna i interaktywna powstawała równolegle do ich rozwoju. Sztuka konceptualna i multimedialna często łączyły się ze sobą pokazując, że są dla siebie nieodzowne i tworzyły się dzięki obustronnym oddziaływaniom.